# 短梗木荷
短梗木荷（学名：Schima brevipedicellata）为山茶科木荷属下的一个种。

## 扩展阅读
- 維基物種上的相關：短梗木荷